# H&K UMPに関連する作品の一覧

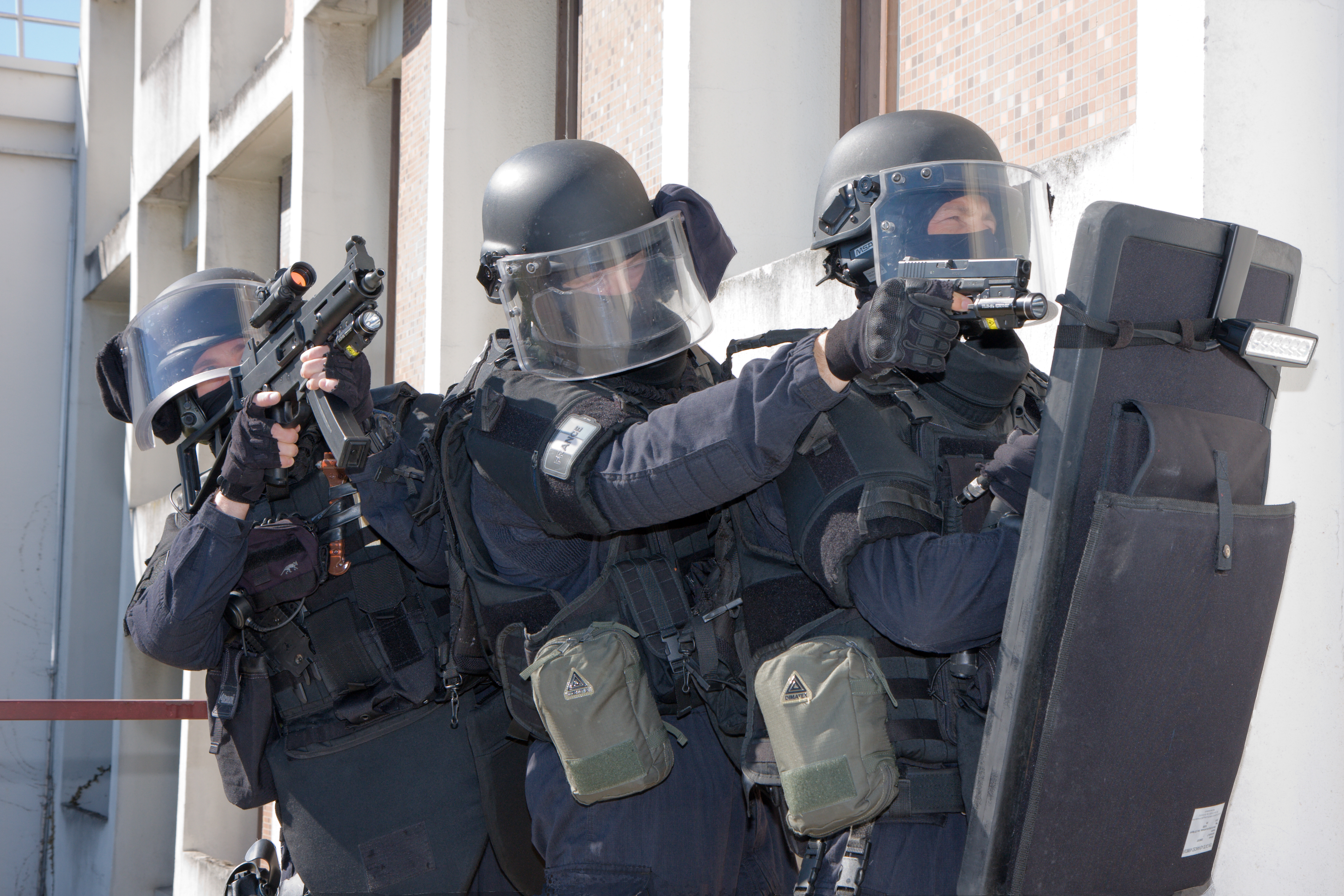
H&K UMPを構える広域地域圏介入小隊員

H&K UMPに関連する作品の一覧（H&K UMPにかんれんするさくひんのいちらん）は、ドイツのH&K社が開発した短機関銃、H&K UMPに関連する作品の一覧である。
H&K UMPは、世界中の特殊部隊で使用されているH&K MP5をベースとして、最新の技術を使い開発された短機関銃であり、その未来的なデザインから、現代だけでなく近未来の世界を描いた作品でも登場することがある。

## 映画・テレビドラマ
『007 カジノ・ロワイヤル』
物語ラストでボンドがサプレッサー付きのものを使用。続編の『007 慰めの報酬』でも使用。
『24 -TWENTY FOUR-』
『Mr.&Mrs. スミス』
ジェーン・スミスがサプレッサーとドットサイト付きのものを使用。
『REDリターンズ』
サラ・ロスがバーでUMP9を空中に向けて乱射する。
『イコライザー』
　クライマックスの戦闘でロシアン・マフィアが使用。サプレッサー、AN/PVS-14MNVD暗視装置、ドットサイドを装備したUMP45を使用する。
『エクスペンダブルズ2』
サングの手下に襲撃された際ガンナーが使用。
空港の銃撃戦で、マギー・チャンが使用。
『エンド・オブ・キングダム』
セント・ポール大聖堂の銃撃戦で、テロリストの一人が使用。
『ジュラシック・ワールド』
インジェン社のセキュリティ部門（ACU）のエージェントがEoTech ホロサイトとレーザーポインターを装着したUMP45を使用する。
『ターミネーター3』
サラ・コナーが残した棺桶の中に収納されていた武器の1つとしてUMP45が登場。C-More ダットサイトを装備し、ストックが取り外されている。
『ダイ・ハード4.0』
ガブリエルの部下がC-More ダットサイトとM900 グリップライトを装着したUMP45を使用。ジョン・マクレーンも敵の物を手に入れるが、彼による発砲シーンはない。
『トランスフォーマー』
市街戦で隊員が所持。
『バイオハザードII アポカリプス』
ペイトン・ウェルズとCSA隊員がストックを折り畳んだUMP9を所持。
『バイオハザードV リトリビューション』
アリス救出チームの1人、トニーがドットサイトとフォアグリップ付きのものを使用。
『バイオハザード: ザ・ファイナル』
物語の終盤でアリス・アバーナシー（ミラ・ジョヴォヴィッチ）がドク（オーエン・マッケン）に『バイオハザード』の特殊部隊が使用していたUMP9のバーティカルフォアグリップ付きを渡している。ただし、弾薬は入っていなかったため、1発も発射されずに破棄されている。
『バッドボーイズ 2バッド』
マイクとマーカスが、ハイチ人ギャングとの市街地での銃撃戦で使用。
『マトリックス リローデッド』
ツインズの1人が使用。
『ミッション:インポッシブル3』
IMFエージェントのゼーン・リーが使用（ただし、発砲シーンはなし）。
『ファーゴ (テレビドラマ)』
シーズン1の殺し屋2人が使用。

## アニメ・漫画
『GUNSLINGER GIRL』
漫画版2話でトリエラが使用、サプレッサーとドットサイト付き。
『砂ぼうず』
渦巻化成の技術者、谷川清士が使用。
『セキレイ』

## 小説
『IOTA 戦術機巧歩兵 彼女は危険な戦闘兵器』
近未来における日本を舞台に銃器対策部隊とSATが本銃を採用し装備する。ただし現実の銃器対策部隊及びSATは本銃を採用していない。

## ゲーム
『Alliance of Valiant Arms』
ゲーム内兵科「ポイントマン」が主武器としてUMP45を購入可能。落ちている銃を拾えば、他兵科でも使用可。カスタムで9mm弾仕様に変更が可能。
『Just Cause』
「Aviv Panthera」の名称で登場する。作中に登場する短機関銃の中で、唯一両手持ちで使用する。
『OPERATION7』
ゲーム内にて、アイアンサイト、ダットサイト、10/25連マガジン、カラーリングなど、実に様々なカスタマイズが組み込めるようになっている。組み合わせ次第では民間向けのUSC風にもなる。
『PLAYERUNKNOWN'S BATTLEGROUNDS』
Mobile版、PC版ともにUMP9が実装。のちのバージョンアップでUMP45に置き換わった。
『SWAT 4』
ゲーム内では「.45サブマシンガン」の名称で登場。
『surviv.io』
UMP9が登場。
『TrueCombat:Elite』
SpecOpsのReconがAA2からUMP45を使用可能。リアサイトの形状が実物とは異なる。
『WarRock』
ゲーム内通貨でUMP45の迷彩バージョンが、課金で通常型のUMP45が購入可能。
『X operations』
UMP45が登場。
『エターナル・レボリューション MATERIAL3』
UMP45が登場する。第二次大阪冬の陣にて、新制白月C.B.Aの伍霊郭親衛隊の隊員が使用する。
ゲーム終盤に、水月公社の傭兵も使用している（モデルは判別できず）。
『カウンターストライク』
両陣営ともに購入可能。フォアグリップが装着されている。
『コール オブ デューティシリーズ』
『CoD:MW2』
UMP45が登場。キャンペーンミッションでは実銃通り装弾数25発だが、マルチプレイでは何故か32発になっている。
『CoD:MW3』
UMP45が登場。
『CoD:BO3』
「Kuda」の名称で近代化改修を施したものが登場する。
『CoD:IW』
「MacTav-45」という名称でUMP45が登場する。またUMP45をモデルとした「HVR」が登場し、セレクターレバーの上に「藤原」という刻印が書かれた日本製の架空SMGとして登場する。
『スペシャルフォース』
1月のアップデートでICE-AUG A3とともに登場。
『ドールズフロントライン』
星4戦術人形として、.45ACP弾モデルの「UMP45」、9×19mmパラベラム弾モデルの「ライリー」こと「UMP9」、.40S&W弾モデルの「UMP40」が登場。メインストーリーに於ける主要キャラクターで、UMP45はPMC・グリフィン社の非正規特殊部隊、「404小隊」の隊長であり、UMP9はそのメンバーの1人であるが、UMP40は過去に起こったある事件によって失われており、プレイヤーの使用できるUMP40は別個体とも言える物である。
『バトルフィールドシリーズ』
『BF2MC』
EUの特殊兵がUMP45を装備。ドットサイトやサプレッサーが装着されている。
『BFBC』
特殊兵のアンロック武器として登場。サプレッサーが装着されている。
『BFBC2』
マルチプレイで工兵のアンロック武器としてUMP45が登場。サプレッサーが装着されている。
『BF3』
キャンペーンで海兵隊員の武装として、マルチプレイではPDWとしてUMP45が登場。
『BF4』
工兵のアンロック武器としてUMP45およびUMP9が登場。
『BFH』
メカニックの武器としてUMP45およびUMP9が登場。
『バイオハザードシリーズ』

『バイオハザード6』
ピアーズの初期装備としてUMP9に似た外観を持つMP-AFが登場。BSAAの正式採用銃で、フルオートとセミオートの切り替えが可能。
『バイオハザードリベレーションズ2』
6で登場したMP-AFと基本性能は変わっていない。しかし貫通性能が追加されている。
『フォートナイト』
「コンバットサブマシンガン」という名称で登場。
『レインボーシックス シージ』
「UMP45」の名称で登場。